# Championnat d'Europe masculin de rink hockey 2012
Navigation
Championnat d'Europe masculin 2010 Championnat d'Europe masculin 2014
Le Championnat d'Europe de rink hockey masculin 2012 est la 50e édition de la compétition organisée par le Comité européen de rink hockey qui réunit tous les deux ans les meilleures nations européennes. Cette édition a lieu à Paredes, au Portugal, dans la salle du Pavilhão Rota dos Móveis, du 09 au 15 septembre 2012.

## Infrastructures
Inauguré en mars 2006, le Pavilhão Rota dos Móveis est un complexe comprenant une salle de près de 2000 places, situé à 25 kilomètres de Porto et de l'Aéroport Internacional Francisco Sá Carneiro, et accessible par les autoroutes A42 et A4.

## Déroulement
Lors des précédentes éditions, la compétition était divisée en deux phases : une phase de poules et une phase finale (quarts de finale, demi-finale, finale) avec également un tournoi secondaire déterminant les places d'honneur.
Pour cette édition 2012, le déroulement a changé, les sept équipes qualifiées sont regroupées dans une poule unique de 7 équipes. Toutes les équipes s'affrontent une fois et le champion d'Europe sera celle qui terminera à la première place.

## Équipes
Phase finale :
- Allemagne
- Angleterre
- Espagne
- France
- Italie
- Portugal
- Suisse

## Détails des matchs
Les heures sont indiquées en heures locales (Portugal), 1h de moins qu'en France.

### Première journée:9septembre2012
| Entraîneur :   |
| Carlos Feriche |

| Entraîneur :  |
| Mike Neubauer |

| Entraîneur :   |
| Carlos Feriche |

| Entraîneur :  |
| Mike Neubauer |

| Entraîneur :  |
| Carlos Amaral |

| Entraîneur :     |
| Massimo Mariotti |

| Entraîneur :  |
| Carlos Amaral |

| Entraîneur :     |
| Massimo Mariotti |

| Entraîneur : |
| Rui Neto     |

| Entraîneur :    |
| Gérald Brentini |

| Entraîneur : |
| Rui Neto     |

| Entraîneur :    |
| Gérald Brentini |

### Deuxième journée:10septembre2012
| Entraîneur :  |
| Mike Neubauer |

| Entraîneur :  |
| Carlos Amaral |

| Entraîneur :  |
| Mike Neubauer |

| Entraîneur :  |
| Carlos Amaral |

| Entraîneur :   |
| Carlos Feriche |

| Entraîneur :     |
| Massimo Mariotti |

| Entraîneur :   |
| Carlos Feriche |

| Entraîneur :     |
| Massimo Mariotti |

| Entraîneur : |
| Rui Neto     |

| Entraîneur :   |
| Fabien Savreux |

| Entraîneur : |
| Rui Neto     |

| Entraîneur :   |
| Fabien Savreux |

### Troisième journée:11septembre2012
| Entraîneur :    |
| Gérald Brentini |

| Entraîneur :   |
| Fabien Savreux |

| Entraîneur :    |
| Gérald Brentini |

| Entraîneur :   |
| Fabien Savreux |

| Entraîneur :  |
| Carlos Amaral |

| Entraîneur :   |
| Carlos Feriche |

| Entraîneur :  |
| Carlos Amaral |

| Entraîneur :   |
| Carlos Feriche |

| Entraîneur : |
| Rui Neto     |

| Entraîneur :     |
| Massimo Mariotti |

| Entraîneur : |
| Rui Neto     |

| Entraîneur :     |
| Massimo Mariotti |

### Quatrième journée:12septembre2012
| Entraîneur :    |
| Gérald Brentini |

| Entraîneur :  |
| Carlos Amaral |

| Entraîneur :    |
| Gérald Brentini |

| Entraîneur :  |
| Carlos Amaral |

| Entraîneur :     |
| Massimo Mariotti |

| Entraîneur :  |
| Mike Neubauer |

| Entraîneur :     |
| Massimo Mariotti |

| Entraîneur :  |
| Mike Neubauer |

| Entraîneur :   |
| Carlos Feriche |

| Entraîneur :   |
| Fabien Savreux |

| Entraîneur :   |
| Carlos Feriche |

| Entraîneur :   |
| Fabien Savreux |

### Cinquième journée:13septembre2012
| Entraîneur :  |
| Mike Neubauer |

| Entraîneur :    |
| Gérald Brentini |

| Entraîneur :  |
| Mike Neubauer |

| Entraîneur :    |
| Gérald Brentini |

| Entraîneur :   |
| Fabien Savreux |

| Entraîneur :     |
| Massimo Mariotti |

| Entraîneur :   |
| Fabien Savreux |

| Entraîneur :     |
| Massimo Mariotti |

| Entraîneur :  |
| Carlos Amaral |

| Entraîneur : |
| Rui Neto     |

| Entraîneur :  |
| Carlos Amaral |

| Entraîneur : |
| Rui Neto     |

### Sixième journée:14septembre2012
| Entraîneur :   |
| Fabien Savreux |

| Entraîneur :  |
| Carlos Amaral |

| Entraîneur :   |
| Fabien Savreux |

| Entraîneur :  |
| Carlos Amaral |

| Entraîneur :    |
| Gérald Brentini |

| Entraîneur :   |
| Carlos Feriche |

| Entraîneur :    |
| Gérald Brentini |

| Entraîneur :   |
| Carlos Feriche |

| Entraîneur : |
| Rui Neto     |

| Entraîneur :  |
| Mike Neubauer |

| Entraîneur : |
| Rui Neto     |

| Entraîneur :  |
| Mike Neubauer |

### Septième journée:15septembre2012
| Entraîneur :  |
| Mike Neubauer |

| Entraîneur :   |
| Fabien Savreux |

| Entraîneur :  |
| Mike Neubauer |

| Entraîneur :   |
| Fabien Savreux |

| Entraîneur :    |
| Gérald Brentini |

| Entraîneur :     |
| Massimo Mariotti |

| Entraîneur :    |
| Gérald Brentini |

| Entraîneur :     |
| Massimo Mariotti |

| Entraîneur :   |
| Carlos Feriche |

| Entraîneur : |
| Rui Neto     |

| Entraîneur :   |
| Carlos Feriche |

| Entraîneur : |
| Rui Neto     |

Lors du dernier match entre l'Espagne et le Portugal, qui avaient gagner chacun tous leurs matchs, un match nul suffisait pour que le Portugal soit champion à domicile, et alors que le match allait se terminer sur un score de 4-4, l'Espagne inscrivait un 5e but à 5 secondes de la fin du match.

## Classement final
| Rang | Équipe     | Pts | J | G | N | P | Bp | Bc | Diff |
| ---- | ---------- | --- | - | - | - | - | -- | -- | ---- |
| 1    | Espagne    | 18  | 6 | 6 | 0 | 0 | 45 | 6  | +39  |
| 2    | Portugal   | 15  | 6 | 5 | 0 | 1 | 49 | 11 | +38  |
| 3    | Italie     | 12  | 6 | 4 | 0 | 2 | 25 | 12 | +13  |
| 4    | France     | 9   | 6 | 3 | 0 | 3 | 22 | 23 | -1   |
| 5    | Suisse     | 6   | 6 | 2 | 0 | 4 | 19 | 16 | +3   |
| 6    | Allemagne  | 3   | 6 | 1 | 0 | 5 | 12 | 29 | -17  |
| 7    | Angleterre | 0   | 6 | 0 | 0 | 6 | 4  | 79 | -75  |

| Champion d'Europe 2012 de rink hockey |
| ------------------------------------- |
| Espagne Seizième titre                |

## Classement des buteurs
14 buts :
- Pedro Gil

12 buts :
- João Rodrigues

9 buts :
- Antonio Perez

8 buts :
- Gonçalo Suissas
- Reinaldo Ventura

7 buts :
- Jordi Ardroher
- Jorge Silva

## Télévision
Tous les matchs du Portugal sont retransmis en direct sur RTP Internacional, accessible en France.